# 尤卡·莱塔拉
尤卡·莱塔拉（芬蘭語：Jukka Raitala；1988年9月15日—）是一位芬蘭足球運動員，在場上的位置是左後衛。他現在效力於美國職業足球大聯盟球隊蒙特利尔冲击。他同時也代表芬蘭國家足球隊參加比賽。

## 榮譽

### 球會
HJK 赫爾辛基
- 芬蘭盃：2008
- 芬蘭足球超級聯賽：2009

蒙特利尔冲击
- Canadian Championship: 2019[2]

### 個人
- 2009: 芬蘭 U21 Player of the Year [3]

## 外部連結
- 尤卡·莱塔拉－UEFA國際賽競賽紀錄
- 尤卡·莱塔拉 – FIFA國際賽競賽紀錄 (存檔)
- 尤卡·莱塔拉在 National-Football-Teams.com 上的出场纪录
- 足球数据库：尤卡·莱塔拉的球员统计数据
- fussballdaten.de：尤卡·莱塔拉之統計數據 （德文）
- Soccerway資料庫：尤卡·莱塔拉
- Voetbal International profile （页面存档备份，存于） （荷蘭語）
- Profile at FA of Finland's official website （页面存档备份，存于） （芬蘭語）